# Automotrici ACT ALn 067-082
Le automotrici ACT ALn 067 ÷ 082 sono un gruppo di rotabili ferroviari leggeri a motore Diesel, prodotti nel 1995 dalla FIAT Ferroviaria Savigliano per l'Azienda Consorziale Trasporti (ACT) di Reggio Emilia e tuttora in servizio, che rappresentano un'evoluzione dell'automotrice FS ALn 663.
Le automotrici ALn 067 ÷ 082 sono note anche come tipo "72422", denominazione corrispondente al numero della commessa interna FIAT con cui furono costruite.

## Storia
Nel 1993 FIAT fornisce alle Ferrovie Statali della Repubblica Turca (Türkiye Cumhuriyeti Devlet Demiryolları - TCDD) una derivata della Aln 663, avente la codifica MT 5700. 
Nel 1995 Fiat fornisce questa evoluzione per ACT di Reggio Emilia che acquisisce 16 automotrici, di cui alcune a 80 posti, e altre a 76 posti, più un posto per carrozzina disabili, tutte dotate di aria condizionata.
Le motrice 67 ÷ 79 sono state attrezzate successivamente con SCMT, le motrici 80 ÷ 82 sono invece in attesa di attrezzaggio
A causa di questa familiarità stretta con la MT 5700 questi mezzi sono stati soprannominati Le turche
Si tratta di un mezzo concepito per tratte urbane ed extraurbane con frequenti fermate e brevi tempi di percorrenza.
Per questo motivo non sono dotati di servizi igienici, inoltre hanno una velocità massima limitata a 90 km/h.
Le 16 automotrici ACT sono state utilizzate sulle linee concesse di Reggio Emilia e, dopo l'acquisizione del ramo di azienda da parte di FER, in parte anche in altre linee della rete regionale dell'Emilia-Romagna
Successivamente per conto di Ferrovie del Sud Est da questo mezzo verranno derivate le Ad 81 ÷ 88.
Nel 2013 la 069 ha ricevuto la livrea FER.

## Tecnica
Si tratta di un'automotrice alimentata a gasolio.
Rispetto all'Aln 663 presenta una trasmissione completamente idraulica e si nota l'assenza di intercomunicanti, che ha permesso di modificare il frontale, realizzato con un'unica vetrata lungo tutta la larghezza del mezzo e leggermente inclinato, per migliorare l'aerodinamica.
Altra novità è la disponibilità di serie dell'aria condizionata tramite gruppi frigoriferi posti sul tetto del mezzo.
Sul fronte delle prestazioni, pur montando lo stesso motore delle Aln 663, ha una velocità massima di 90 km/h.